# Glenn Reeves
Glenn Reeves (* 29. Dezember 1932 in Shamrock, Texas; † 1999) war ein US-amerikanischer Rockabilly-Sänger.

## Leben
Schon als Kind sang Glenn Reeves im Kirchenchor. Zudem spielte er Trompete. Schon während seiner High-School-Zeit gründete er seine erste Band. Nachdem er die Schule verlassen hatte, begann er an der University of Houston zu studieren. Doch als der Koreakrieg ausbrach, wurde Reeves zu den Marines eingezogen. Nach dem Krieg fand er eine Anstellung als Radiomoderator bei dem Sender KCTX in Childless, Texas. Später arbeitete er auch in Florida.
Seinen ersten Plattenvertrag erhielt Reeves 1955 bei den TNT Records. Nach ein paar erfolglosen Singles wechselte er zu den Republic Records, wo er eine Demo-Version von Heartbreak Hotel aufnahm. Der Titel war damals noch vollkommen unbekannt und sollte erst 1956 von Elvis Presley zum Hit werden. Im Juni 1956 nahm er seinen bekanntesten Titel Rockin’ Country Style, zusammen mit Drinkin’ Wine Spo-Dee-O-Dee, auf. In der Hintergrundband spielte auch Hal Willis, ebenfalls ein Rockabilly-Musiker.
Nachdem Reeves zu den Decca Records gewechselt war, zog er sich aus dem Musikgeschäft zurück und konzentrierte sich auf seine Karriere als Radiomoderator.
Glenn Reeves verstarb 1999.

## Diskographie
| 1955                    | I’m Johnnie on the Spot / The Blues Are Out Tonight                        | TNT 120            |
| 1955                    | I Ain’t Got Room to Rock / Wasted Time, Wasted Tears                       | TNT 129            |
| 1956                    | That’ll Be Love / The Last Time                                            | Republic 7121-F    |
| 1956                    | Rockin’ Country Style / Drinkin’ Wine Spo-Dee-O-Dee                        | Atco 45-6080       |
| 1957                    | My Tortured Heart / Precious Years                                         | Decca 9-30481      |
| 1958                    | Betty Bounce / Rock-a-Boogie Lou                                           | Decca 9-30589      |
| 1958                    | Tarzan / Born to Cry                                                       | Decca 9-30780      |
| Unveröffentlichte Titel |                                                                            |                    |
|                         | - He Gotta Way - Heartbreak Hotel - Rock Around the World - Woman Troubles |                    |
|                         | - That'll Be Love (alt. Version)                                           | [Status unbekannt] |